# Alpes Poenninae
Alpes Poenninae var en provins i Romerriget. Man mener, at det var her, Hannibal krydsede Alperne under Anden puniske krig, deraf provinsens navn Poenninae, da det romerske navn for karthaginerne var Poeni.
| Historie | Spire Denne historieartikel er en spire som bør udbygges. Du er velkommen til at hjælpe Wikipedia ved at udvide den. |